# Gennemstrømning
Gennemstrømning eller middelvandføring er et begreb inden for hydrologi, som refererer til rumfanget af vand, som transporteres gennem et vandløb per tidsenhed. Enheden som bruges er normalt l/s (liter per sekund) eller m³/s (kubikmeter per sekund). Tages der hensyn til vandløbets afvandingsareals størrelse fås afstrømningen, der udtrykkes i l/s/km2 (liter per sekund per kvadratkilometer).
Nedbør og fordampning angives som regel i mm. Det kan derfor være hensigtsmæssigt også at omregne afstrømningen til mm for at få et sammenligneligt tal. En tommelfingerregel siger, at 1 l/s/km2 svarer til 31,55 mm per år.

## Beregning
Middelvandføringen i et vandløb kan beregnes med formlen:
{\displaystyle Q=Av}
idet:
- Q er vandføringen (m3/s),
- A er tværsnittet (m2), og
- v er hastigheden (m/s).

## Målingsmetoder
For at måle vandføringen kan man tage et tværsnit af åens vandområde og gange dette med vandløbets gennemsnitlige hastighed. Denne kan findes ved fx at smide en pind i vandet og se hvor langt, den flyder inden for en given tidsenhed (fx et minut). Andre målinger kan udføres ved brug af sporstoffer, der tilføres i en given opløst koncentration på et givet sted. Ved senere i vandløbet at måle sporstoffets mindskede koncentration kan vandføringen bestemmes.
Imidlertid er ikke dette nogen enkel måleopgave, fordi vandets hastighed i vandmasserne i et tværsnit er stærkt varierende. Ofte vil man kunne beregne middelvandføringen ved hjælp af såkaldte afvandingskort. Først bestemmes arealet af afvandingsområdet (også kaldet nedbørsområdet), altså al nedbøren som render ud i vandløbet på det sted, som betragtes. Nedbørsområdet er begrænset af vandskellet for vandløbet. Af afvandingskortet bestemmes den årlige specifikke vandføring i l/s/km2 for området, dette tal multipliceres med nedbørsområdets areal. For mange vandløb findes der automatiske stationer, som måler vandføring. Det gode med afvandingskort er, at et hvilket som helst vandløb kan få sin gennemsnitlige vandføring beregnet. Metoden over kan også anvendes for oversvømmelse eller tørke, blot man kender det specifikke afløb for tilfældet.

## Variationer
Vandstrømmen er ikke ens i et givet tværsnit: langs bredder og bunden vil hastigheden som regel være mindre end ved overfladen midt i vandløbet. Desuden vil vandplanter bremse vandets hastighed.
Vandmængden, der strømmer i et vandløb, varierer fra tid til anden. Det skyldes mange forhold: efter regn vil tilstrømningen således vokse og under tørke modsvarende falde. En særlig stor vandføring kan optræde om foråret, når is og sne smelter. Vandstanden kan da vokse med flere meter.

## Materialetransport
Jo større vandføringen i en flod er, des større evne har floden til at transportere materialer i opløsning.
Der er to grundlæggende definitioner, som bruges for at beskrive et spesifikt vandløbs transportforhold:
- Kompetence: hvor store partikler vandløbet kan transportere.
- Kapacitet; hvor meget vandløbet kan transportere.

Et vandløb kan inddeles i tre områder: en erosionszone, en transportzone og en sedimentationszone.
Enkle vandløb findes i højereliggende terræn og kan transportere alt fra grus og blokke til finere sedimenter. Forgrenede vandløb findes i lavere liggende terræn og kan transporteres grus og sand. Meandrerende vandløb findes i fladt terræn og kan transporteres sand og silt.
I et vandløb vil vandet ofte være grumset, dette som følge af materialetransport af suspenderede partikler. Suspension vil sige stoffer, som ikke er opløst i vandet, men holder sig svævende på grund af turbulente strømninger. Dette kan være organiske materialer som plankton, humus, planterester og tørv. I vandet er der også små fragmenter af mineraler, i form af silt, ler, sand og grus, dette kaldes for sedimenter. På grund af erosion og forvitring af bjerg og løsmasser vil der være en konstant tilførsel af sådanne partikler. For eksempel vil tyngdekraften sørge for, at frigjorte sten fra skrænter føres ned over bjergsiderne, yderligere fragmentering sker over lang tid, og før eller siden finder afspaltet materiale vej ud i vandløbene.

## Eksempel
Som eksempel kan nævnes, at den gennemsnitlige vandføring i Rhinen er 2.200 m³/s.